# Castilleja applegatei
Castilleja applegatei es una especie perteneciente a la familia Orobanchaceae, es conocida por el nombre común de "Applegate's Indian paintbrush" y "wavyleaf Indian paintbrush". Es originaria del oeste de los Estados Unidos.

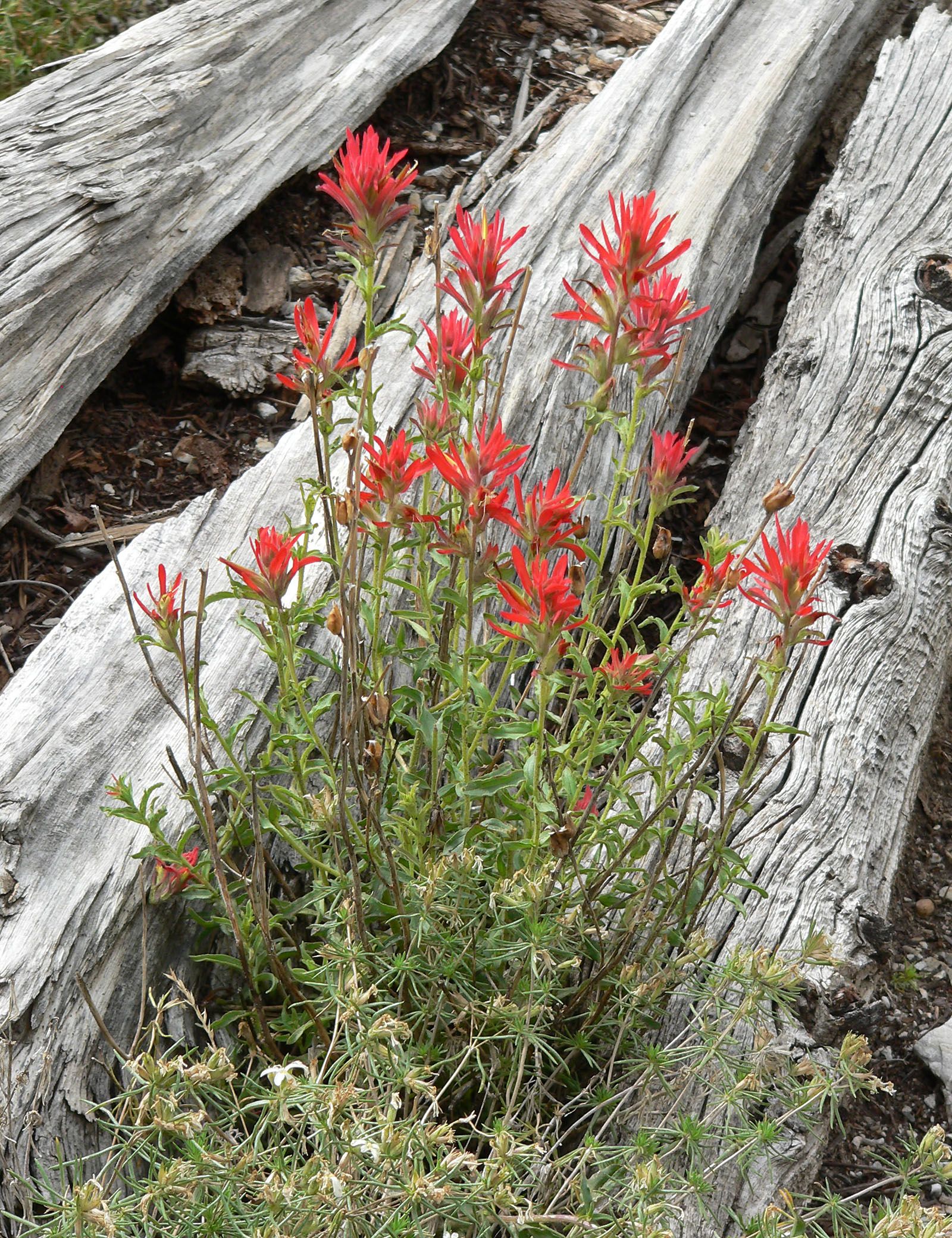
Vista de la planta

## Descripción
Se trata de una pequeña planta herbácea perenne y pegajosa, con las hojas de bordes ondulados. Tiene las inflorescencias brillante, con pequeñas flores tubulares de color rojo amarillento con forma de vistosos pinceles.
Al igual que otras especies del género, es un parásito. Aunque puede sobrevivir sin estar parasitando a otras plantas, las que parasitan crecen más rápido y más grandes.

## Taxonomía
Castilleja applegatei fue descrita por Merritt Lyndon Fernald y publicado en Erythea 6(5): 49–50. 1898.
Etimología
Castilleja: nombre genérico que fue otorgado en honor del botánico español Domingo Castillejo (1744-1793).
applegatei: epíteto otorgado en honor de Elmer Applegate (1867-1949), un estudioso de la flora de Oregón.
Variedades
Tiene seis subespecies. Son variables en apariencia, pero se distinguen de otras especies de Castilleja por los márgenes ondulados y la viscosidad de las hojas. 
- Castilleja applegatei subsp. applegatei Fern.
- Castilleja applegatei var. applegatei Fern.
- Castilleja applegatei subsp. disticha (Eastw.) Chuang & Heckard
- Castilleja applegatei subsp. martinii (Abrams) Chuang & Heckard
- Castilleja applegatei subsp. pallida (Eastw.) Chuang & Heckard
- Castilleja applegatei subsp. pinetorum (Fern.) Chuang & Heckard[3]

Sinonimia
- Castilleja brooksii Eastw.
- Castilleja dolichostylis Eastw.
- Castilleja excelsa Eastw.
- Castilleja hoffmannii Eastw.
- Castilleja trisecta Greene[4]